# Cykl hydrologiczny

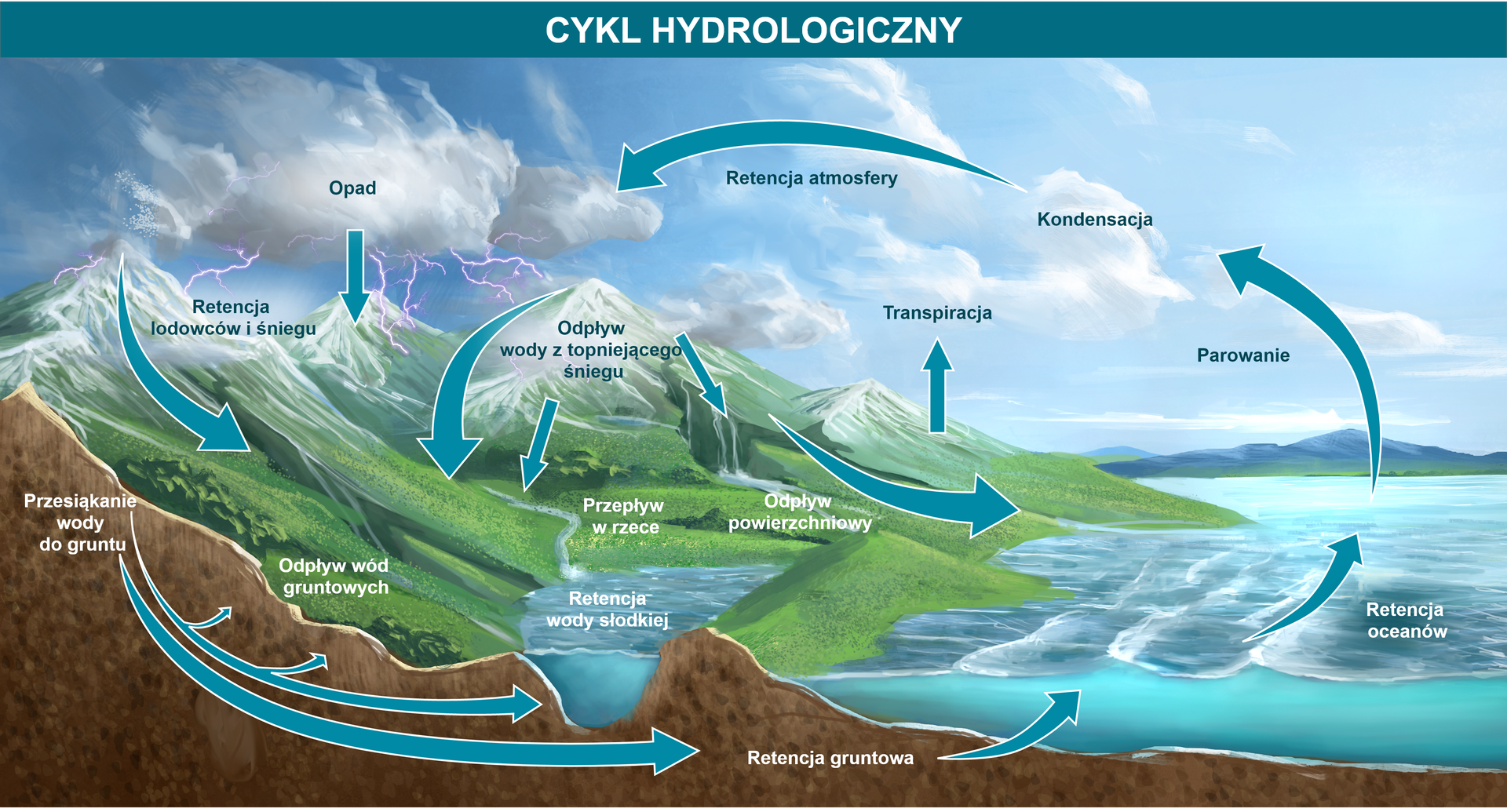
Cykl hydrologiczny na Ziemi

Cykl hydrologiczny – naturalny obieg wody na Ziemi. Obejmuje on procesy zachodzące zarówno w atmosferze, takie jak: parowanie, kondensacja, opady, transport wilgoci; w biosferze: pobieranie wody i jej oddawanie w procesie oddychania, czyli transpiracji, jak i w litosferze: wsiąkanie, spływ podziemny i powierzchniowy. W cyklu hydrologicznym wyróżnia się obieg duży i mały.
Tylko część wody na kuli ziemskiej podlega cyklowi hydrologicznemu. Znaczne jej ilości są okresowo (w skali procesów geologicznych) wyłączone z obiegu (retencja). Do wody wyłączonej z obiegu zalicza się:
- lodowce i pokrywy śnieżno-lodowe – zwłaszcza na biegunach,
- wodę głębinową w jeziorach, morzach i oceanach,
- głębinowe wody podziemne.

## Duży i mały obieg
Przez obieg duży rozumie się procesy zachodzące w skali globalnej i mające wpływ na ogólny bilans wody. Są to:
- parowanie z oceanów,
- kondensację w atmosferze,
- przemieszczanie się pary wodnej nad kontynenty,
- opad na lądy,
- wsiąkanie,
- spływ podziemny i powierzchniowy, ponownie zasilający oceany.

Obieg mały, to lokalna cyrkulacja wody nie wpływająca znacząco na globalny bilans wody:
- w obrębie oceanów są to:
  - parowanie,
  - kondensacja,
  - opad;
- w obrębie kontynentów:
  - parowanie,
  - kondensacja,
  - opad,
  - wsiąkanie,
  - odpływ.

## Rozkład wody na Ziemi
Woda na Ziemi występuje w postaci:
- ciekłej – w morzach i oceanach oraz na lądach, jako wody powierzchniowe: rzeczne, jeziorne oraz podziemne,
- stałej – kryształki lodu w atmosferze, śnieg, lodowce, wieloletnia zmarzlina,
- gazowej – para wodna w atmosferze i glebie.

Woda ta znajduje się w ciągłym ruchu. W ciągu roku:
- z oceanów paruje ok. 383 000 km³ wody (warstwa wody o grubości około 1 m),
- na powierzchnię oceanów spada ok. 347 000 km³ wody,
- z lądów paruje ok. 63 000 km³ wody,
- na powierzchnię lądów spada ok. 99 000 km³ wody,
- z lądów do morza spływa ok. 36 000 km³ wody.

Ilość wody znajdującej się w powierzchniowej warstwie Ziemi, poza wodą zawartą w skałach, szacuje się następująco:
| Rodzaj                   | Procent wód (bez oceanicznych) | Objętość [km³] |
| ------------------------ | ------------------------------ | -------------- |
| Lodowce i lód polarny    | 75                             | 29×106         |
| Wody gruntowe            | 24,6                           | 4,2×106        |
| Jeziora                  | 0,3                            | 12×104         |
| Wilgoć w glebie          | 0,06                           | 24×103         |
| Wilgoć atmosferyczna     | 0,035                          | 13×103         |
| Rzeki                    | 0,03                           | 12×103         |
|                          |                                |                |
| Suma wód nieoceanicznych | 100                            | 39×106         |
| Oceany                   |                                | 135×107        |

Najwięcej wody gromadzą oceany (97,2%), jest to jednak woda słona. Woda słodka, niezbędna do życia dla człowieka i większości organizmów lądowych stanowi zaledwie 2,5% objętości hydrosfery, obliczanej na około 1,4 mld km³. Większość (około 80%) wody słodkiej jest uwięziona w lodowcach lub pod powierzchnią Ziemi, jako wody podziemne. Najłatwiej dostępnym źródłem wody słodkiej są rzeki i jeziora.